# Faribault
Faribault ist eine Stadt (mit dem Status „City“) und der Verwaltungssitz des Rice County im mittleren Südosten des US-amerikanischen Bundesstaates Minnesota. Das U.S. Census Bureau hat bei der Volkszählung 2020 eine Einwohnerzahl von 24.453 ermittelt.
Faribault gehört zur CSA (Combined Statistical Area) Minneapolis-St. Paul-St. Cloud, der erweiterten Metropolregion Minneapolis–Saint Paul.

## Geografie
Faribault liegt im südlichen Teil des US-Bundesstaates Minnesota im Mittleren Westen der Vereinigten Staaten, rund 74 Kilometer südlich der Zwillingsstädte Minneapolis und St. Paul.
In Faribault mündet der Straight River in den Cannon River, einen rechten Nebenfluss des Mississippi.
Entlang der Stadt verläuft in Nord-Süd-Richtung die Interstate 35. Nach Angaben des United States Census Bureau beträgt die Fläche der Stadt 33,3 Quadratkilometer, davon sind 0,4 Quadratkilometer Wasserflächen.

## Geschichte
Faribault wurde 1852 von dem Pelzhändler Alexander Faribault gegründet. In den 1860er Jahren kam Faribault hinsichtlich des schulischen und kirchlichen Sektors zu nationaler Bedeutung, als der episkopale Bischof Henry Whipple ein zusammenarbeitendes Netz von Schulen und Kirchen etablierte.
Darüber hinaus sind die 1863 gegründeten staatlichen Lehranstalten für Blinde und Taube (Minnesota State Academy for the Blind und Minnesota State Academy for the Deaf) in Faribault beheimatet. Neben der Faribault Senior High School ist vor allem die Shattuck-St.-Mary’s-Schule, die als privates Internat besonders durch die Vergabe von Stipendien für begabte Eishockeyspieler bekannt ist, von überregionaler Bedeutung.
Auf Initiative von Dorothy Beebe übernahm Faribault im April 1949 eine Städtepatenschaft für Würzburg, um die vom Krieg zerstörte Stadt mit Hilfslieferungen zu versorgen. Diese Städtepartnerschaft mit Würzburg besteht bis heute.

## Demografische Daten
Nach der Volkszählung im Jahr 2010 lebten in Faribault 23.352 Menschen in 8317 Haushalten. Die Bevölkerungsdichte betrug 709,8 Einwohner pro Quadratkilometer. In den 8317 Haushalten lebten statistisch je 2,5 Personen.
Ethnisch betrachtet setzte sich die Bevölkerung zusammen aus 82,6 Prozent Weißen, 7,6 Prozent Afroamerikanern, 0,9 Prozent amerikanischen Ureinwohnern, 2,1 Prozent Asiaten, 0,1 Prozent Polynesiern sowie 4,4 Prozent aus anderen ethnischen Gruppen; 2,3 Prozent stammten von zwei oder mehr Ethnien ab. Unabhängig von der ethnischen Zugehörigkeit waren 13,0 Prozent der Bevölkerung spanischer oder lateinamerikanischer Abstammung.
25,2 Prozent der Bevölkerung waren unter 18 Jahre alt, 61,7 Prozent waren zwischen 18 und 64 und 13,1 Prozent waren 65 Jahre oder älter. 45,9 Prozent der Bevölkerung war weiblich.
Das mittlere jährliche Einkommen eines Haushalts lag bei 47.952 USD. Das Pro-Kopf-Einkommen betrug 21.201 USD. 17,8 Prozent der Einwohner lebten unterhalb der Armutsgrenze.

## Söhne und Töchter
- Donald Edward DeGrood (* 1965), römisch-katholischer Geistlicher, Bischof von Sioux Falls
- David Grose (1944–2004), Archäologe
- Thomas Lieb (1899–1962), Leichtathlet
- Ian McCoshen (* 1995), Eishockeyspieler
- Jordan Parise (* 1982), Eishockeytorwart
- Roscoe Frank Sanford (1883–1958), Astronom
- Janna Thompson (1942–2022), australische Philosophin
- Thomas Anthony Welch (1884–1959), Bischof von Duluth